# Parthenay-de-Bretagne
Parthenay-de-Bretagne is een gemeente in het Franse departement Ille-et-Vilaine (regio Bretagne). De plaats maakt deel uit van het arrondissement Rennes. Parthenay-de-Bretagne telde op 1 januari 2022 1.802 inwoners.

## Geografie
De oppervlakte van Parthenay-de-Bretagne bedroeg op 1 januari 2022 4,8 vierkante kilometer; de bevolkingsdichtheid was toen 375,4 inwoners per km².

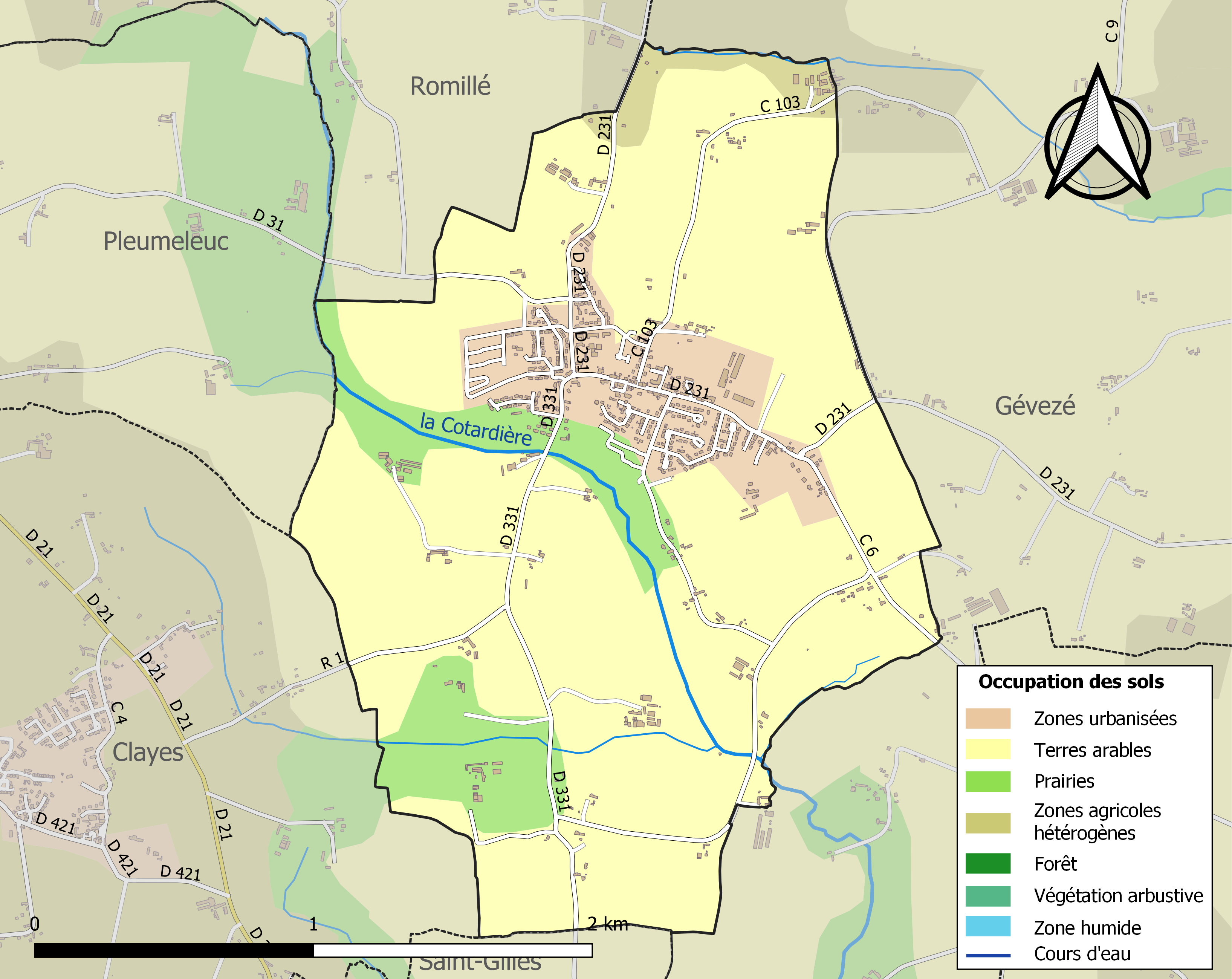
Kaart van de gemeente met belangrijkste infrastructuur, bodemgebruik en omliggende gemeenten

## Demografie
Onderstaande figuur toont het verloop van het inwonertal, bron: INSEE-tellingen. 